# Nathan Coe
Nathan Coe, född 1 juni 1984 i Brisbane, Australien, är en australisk fotbollsmålvakt, som spelade för Örgryte IS i Allsvenskan under 2009. Han var på lån från FC Köpenhamn.
Coe började spela fotboll i Brisbane Strikers och har även spelat för Inter, PSV Eindhoven och FC Köpenhamn, där han har fått spelat fem a-lags-matcher. 2009 blev han utlånad till ÖIS där han har spelat 9 matcher. Men det blev inga fler matcher för Coe eftersom han skadade tummen allvarligt under en match. ÖIS löste målvaktsbekymret med att köpa Bengt Andersson. Nathan är andramålvakt i australiensiska landslaget bakom  Mark Schwarzer. 14 augusti efter att lånet från ÖIS gått ut bestämde sig Nathan Coe att byta klubb till den danska klubben Randers FC. Han spelar nu i Melbourne Victory.